# Allocosa woodwardi
Allocosa woodwardi là một loài nhện trong họ wolfspinnen (Lycosidae).
Loài này thuộc chi Allocosa. Allocosa woodwardi được Eugène Simon miêu tả năm 1909.